# El Seminari Conciliar de Barcelona (1868-1982)
El Seminari Conciliar de Barcelona (1868-1982) és una monografia del sacerdot i historiador català Joan Bada i Elías, sobre la història i moments crítics del Seminari Conciliar de Barcelona durant el període 1868-1982. Inclou un pròleg de Ramon Prat i Pallarès, llavors rector del Seminari. Aquesta obra, que acredita la tasca investigadora de Joan Bada sobre l'Església catalana, es va editar amb motiu del primer centenari de l'actual edifici del Seminari, finalitzat l'any 1882.
El llibre s'estructura en cinc apartats, i un apèndix. Els apartats són: L'edifici, L'evolució dels plans d'estudi, El Reglament, Alguns aspectes de la vida del Seminari, i Institucions amb vida pròpia.
Pel que fa a l'Apèndix, està dividit en diversos subapartats. En primer lloc, un recull documental provinent de diferents fonts, entres les quals destaquen els Manuscrits 470 i 392 de la Biblioteca Pública Episcopal del Seminari, però també del Diari de Barcelona o de butlletins oficials. En segon lloc, un llistat complet de totes les sessions inaugurals del Seminari, des del 1875 i fins al 1968, quan el Seminari com a centre formador desapareix, i assumeix les seves funcions la Facultat de Teologia de Catalunya. El tercer apèndix és un rectorologi, des del rectorat de Tomàs Sivilla i Gener entre 1852 i 1858, fins al de Ramon Prat i Pallarés, entre 1976 i 1990. També s'inclouen els rectors del Seminari Menor, des d'Enric Llidó i Lara (que ho fou entre 1940-1944) fins Antoni Oriol i Vera (entre 1978-1992). Els apèndixs quart i cinquè són de caràcter estadístic, i s'hi recullen les ordenacions entre 1858 i 1981, i l'evolució del nombre d'alumnes en tres etapes (entre 1859-1868; entre 1882-1890; i entre 1902-1982/1983). El sisè i darrer apèndix és un resum de les institucions que llavors estaven ubicades a l'edifici del Seminari.